# 樓一堂
樓一堂（15世紀—16世紀），字叔宇，號致虛，浙江金華府浦江縣文溪人，軍籍，明朝政治人物。

## 生平
萬曆二十二年（1594年），樓一堂舉甲午科應天鄉試，萬曆四十一年（1613年）登癸丑科進士，獲授工部主事，累遷至工部郎中，曾處置不法收取金錢的胥吏；四十七年（1619年）升瑞州知府，上書都察院廢除多餘稅項十分二，令民安寧，任職四年平反十數件冤案。天啟三年（1623年），升為江西按察司驛傳道副使。五年（1625年），擢四川右參政，分守上川東道，同年十一月與謝渭互調，擔任山東參政。
天啟七年（1627年），樓一堂升山西按察使，拒絕魏忠賢招攬；崇禎元年（1628年）擢任廣東右布政使，代理海道事務，海盜李之奇作亂，他招其黨羽鄭芝龍，令他殺死李之奇贖罪，鄭芝龍最後果然成事，朝廷嘉獎其功，以積勞發背而逝世，年六十二歲。
樓一堂居家孝友，讀書期間不參與外事，人民有喪總會盡力幫助；浦江山上無巨木但有重稅，奸人妄想染指中產，他立刻在上言此事，榷使宋良翰因此罷去重稅，鄉人刻碑紀念其事，祭祀他至今，著有《瑞槐軒集》、《鄉約訓言》、《女則》流傳。

## 引用
1. 1 2  《民國浦江縣志稿·卷九·人物志》：樓一堂，字叔宇，縣文溪人，萬歷癸丑進士，除部曹分官水虞，主騐聽事。故事五庫備上供邊儲者就聽審，美材胥賈相蒙楛窳成習至，一商動糜大府金十餘萬， 出入擁蓋具駟，驕伕莫為制；一堂榜其弊於衢商，恐謀於胥，假例進海物數瓶，啟之金也斥去，急逮胥獄得其狀，莫不股栗。出守瑞州，瑞多浮賦，上書御史臺議汰以十之八為考成民以小康，因陳征收支解等法報可，且檄行江以西十二郡。先是高安民鄢堪坐盜論死，因捕枯骨於家，一堂曰：「骨已枯，何藏之家？」召捕骨丞卒詰，丞不服，以紿卒悉其為盜所買，冤狀聞二院，才之任四年平反十數事，率如鄢御史王一鄂亦在籍內得脫羈絏登第，後旌異遷本省驛傳副使，尋遷大參治山東糧蘇郵轉漕，所至有殊聲。丙寅總晉杲，時魏璫怙勢比周，遣中使鎮各邊，晉其一也，初一堂在虞部，璫為庫少監，知一堂名欲援為重，語其黨崔呈秀，呈秀係同籍，授之意笑謝不敏，及邊使至又不為禮，會上壽中使自儗制撫，一堂從容語曰：「親臣有體，不得逖引官僚。」其強立不倚類如此，璫敗遷廣東右布政，攝守海使者印，盜李之奇數寇海為亂，定策招其黨鄭芝龍，令殺盜自贖，芝龍果縳之奇廷獻，僉多其功．以積勞發背卒，年六十二。一堂居家孝友，讀書不與外事，凡民有喪未嘗不匍匐就歡之也；浦山無巨木、有重稅，奸人妄指中產，立盡在虞部輒言，榷使宋良翰罷之，鄉人碑其事邑之門左，尸祝至今云。所著有《瑞槐軒集》、《鄉約訓言》、《女則》行於世。
2. ↑  《民國浦江縣志稿·卷六·人物志》：明進士……（萬曆）四十一年 癸丑 周延儒榜 樓一堂……明舉人……（萬曆）二十二年 甲午科 樓一堂 應天中式，癸丑進士
3. ↑  《明神宗顯皇帝實錄·卷五百八十》：（萬曆四十七年三月）己丑陞刑部郎中劉文琦知陝西鞏昌府，工部郎中樓一堂知江西瑞州府，戶部郎中張大猷知直隷廣平府。
4. ↑  《明熹宗悊皇帝實錄·卷三十六》：（天啟三年七月）陞江西瑞州府知府樓一堂為本省按察司副使。
5. ↑  《明熹宗悊皇帝實錄·卷六十四》：（天啟五年十月壬辰）陞江西按察司副使樓一堂為四川布政使司右參政，上川東道；漢中府知府金本高為陝西関南道副使，湖廣按察司僉事喬拱璧為四川右參議，分廵西川道。
6. ↑  《明熹宗悊皇帝實錄·卷六十五》：（天啟五年十一月癸丑）互調四川參政謝渭、山東參政樓一堂。
7. ↑  《明熹宗悊皇帝實錄·卷七十九》：（天啟六年十一月丁未）陞山東布政使司右參政樓一堂為山西按察司按察使，福建按察司副使周應期為本省布政使司右參政，雲南按察司副使李采為山東布政使司右參政。
8. ↑  史語所藏鈔本《崇禎長編·卷七》：（崇禎元年三月乙亥）……山西按察使樓一堂為廣東右布政使。
9. ↑  四庫全書《浙江通志·卷一百七十·人物三·循吏四》：樓一堂 《金華府志》（云）字叔宇，浦江人，萬厯癸丑進士，除工部主事，出守瑞州，上書御史臺議汰浮賦十之二，民少安；遷本省驛傳，歷陞廣東右布政，攝海道篆，盗李之奇數寇海為亂，一堂招其黨鄭芝龍，令殺之以自贖，芝龍果縛之奇在廷，僉多其功，以積勞卒。